# Нарманбет
Нарманбет (каз. Нарманбет ауылы, до 2006 г. — Жанаорталык) — аул в Актогайском районе Карагандинской области Казахстана. Административный центр Карабулакского сельского округа. Код КАТО — 353645100.

## Население
В 1999 году население аула составляло 864 человека (434 мужчины и 430 женщин). По данным переписи 2009 года в ауле проживали 663 человека (344 мужчины и 319 женщин).